# Johan Treffers
Johan Treffers {Rotterdam, 5 april 1883 - Meester Cornelis, 5 juli 1945) was een Nederlands schrijver.

## Biografie
Johan Treffers werd in Rotterdam geboren. In de jaren twintig schreef hij een aantal succesvolle jeugdboeken, die gepubliceerd werden onder de naam J. Treffers. Verscheidene van deze romans verschenen bij uitgeverij Valkhoff & Co in Amersfoort, met tekeningen van Isidorus van Mens. Zijn ervaringen als leraar op een Hogereburgerschool inspireerde hem tot het schrijven van deze romans, waaronder Een H.B.S. film. Daarnaast schreef hij ook een aantal romans voor volwassenen, zoals Het moeilijk ambt.
Van 1933 to 1935 schreef hij boekbesprekingen voor het Indische weekblad d'Oriënt. In 1934 publiceerde hij twee Indische romans, Slagschaduwen en Schuim van goud. De zedenroman Schuim van goud die werd uitgebracht bij uitgeverij G. Kolff & Co. werd na twee weken weer uit de handel genomen, waarschijnlijk in verband met rassentegenstellingen en minder op grond van fatsoensrakkerij. In 1990 verscheen een herdruk van deze roman met een voorwoord van Joop van den Berg.

### Jeugdboeken
- 1922 - Jan Sterkenburg
- 1923 - Kameraden
- 1924 - Een H.B.S. film
- 1925 - Het zoontje van den directeur
- 1926 - De kostelooze
- 1927 - Een ridder in de 20ste eeuw

### Romans
- 1923 - Het moeilijk ambt
- 1924 - Eenzaamheid
- 1934 - Slagschaduwen
- 1934 - Schuim van goud